# Euchloron
Euchloron este un gen de molii din familia Sphingidae. 

## Specii
- Euchloron megaera (Linnaeus, 1758)